# Ralf Peter Schenke
Ralf Peter Schenke (* 1968) ist ein deutscher Rechtswissenschaftler.

## Leben
Nach seinem Jurastudium in Tübingen, Köln und Heidelberg und seinem Referendariat in Freiburg im Breisgau und New York City war der Sohn Wolf-Rüdiger Schenkes wissenschaftlicher Assistent am Lehrstuhl Thomas Würtenbergers an der Albert-Ludwigs-Universität Freiburg, wo er 1995 mit einer Arbeit zum Verwaltungsprozessrecht promovierte. Nach einem Forschungsstipendium der DFG zur Rechtsfindung im Steuerrecht folgte 2004 die Habilitation in Freiburg mit der venia legendi für die Fächer Staats- und Verwaltungsrecht, Steuerrecht und Rechtstheorie. Von Oktober 2006 bis März 2008 war er Vertreter und Lehrbeauftragter des Lehrstuhls für Öffentliches Recht und Steuerrecht an der Helmut-Schmidt-Universität. Von Oktober 2007 bis September 2008 hatte er den Lehrstuhl für Öffentliches Recht und Steuerrecht an der Rechtswissenschaftlichen Fakultät der Universität Münster. Seit Oktober 2008 Lehrstuhlinhaber für Öffentliches Recht, Deutsches, Europäisches und Internationales Steuerrecht als Nachfolger Klaus Tiedtkes an der Juristischen Fakultät der Universität Würzburg.
Seinen Forschungsschwerpunkte sind das Sicherheitsrecht, das New Public Management, die Public Private Partnership, das Vergaberecht, das Europäische Wettbewerbssozialrecht, Steuerrecht und Verwaltungsprozessrecht.

## Schriften (Auswahl)
- Der Erledigungsrechtsstreit im Verwaltungsprozess. Berlin 1996, ISBN 3-428-08518-3.
- Die Rechtsfindung im Steuerrecht. Konstitutionalisierung, Europäisierung und Methodengesetzgebung. Tübingen 2007, ISBN 3-16-148470-3.
- als Herausgeber mit Joachim Suerbaum: Verwaltungsgerichtsbarkeit in der Europäischen Union. Baden-Baden 2016, ISBN 3-8487-3294-7.